# Sophta mazoatra
Sophta mazoatra är en fjärilsart som beskrevs av Pierre E.L. Viette 1961. Sophta mazoatra ingår i släktet Sophta och familjen nattflyn. Inga underarter finns listade i Catalogue of Life.